# Младост (филм из 2015)
 „Младост “ (енгл. Youth) италијанска је филмска драмедија из 2015, у режији и по сценарију Паола Сорентина. Ово је други Сорентинов филм на енглеском језику. У њему Мајкл Кејн тумачи пензионисаног композитора класичне музике, који заједно са својим најбољим пријатељем, кога игра Харви Кајтел, медитира над животом у луксузном одмаралишту на Алпима. Филм тематизује међусобни однос младости и старости, прошлости и будућности, живота и смрти, верности и издаје. Тематски и визуелно сличан је Сорентиновом претходном остварењу „Велика лепота“. Споредне улоге тумаче Рејчел Вајс, Пол Дејно и Џејн Фонда.
Премијерно је приказан на Канском филмском фестивалу, где се такмичио за Златну палму. Критичари су филм дочекали махом позитивним критикама и тренутно на сајту ротен томејтоус држи збир од 74 посто позитивних филмских рецензија, са сумирајућим коментаром: Раскошно снимљен и лепо одглумљен, „Младост“ нуди заводљиву, али мањкаву, могућност да се сагледа импресивна лепеза старијих глумачких ветерана у биоскопском сјају .. На 28. додели Европских филмских награда награђен је наградама за најбољи филм, најбољу режију и најбољег глумца (Мајкл Кејн). Филм је имао две номинације за Златни глобус (Џејн Фонда за најбољу глумицу у споредној улози и Дејвид Ланг за најбољу песму), као и номинацију за Оскара (Дејвид Ланг за најбољу оригиналну песму).

## Улоге
| Глумац       | Улога           |
| ------------ | --------------- |
| Мајкл Кејн   | Фред Балинџер   |
| Харви Кајтел | Мик Бојл        |
| Рејчел Вајс  | Лена Балинџер   |
| Пол Дејно    | Џими Три        |
| Џејн Фонда   | Бренда Морел    |
| Роли Серано  | Дијего Марадона |
| Палома Фејт  | саму себе       |